# Gruppo Mascio OrziBasket
La OrziBasket è una società di pallacanestro di Orzinuovi, attualmente militante in Serie B.

## Storia
La Pallacanestro Orzinuovi militò nel campionato di Serie C Regionale a partire dalla stagione 2007-2008. Tre anni più tardi, grazie anche agli arrivi dell'italo-argentino Damián Paulig e di altri veterani, i ragazzi di coach Giorgio Martinelli si classificarono secondi in regular season per poi vincere i play-off con un 2-0 sulla Pallacanestro Milano in semifinale e un altro 2-0 su Garbagnate in finale.
La prima stagione in Serie C Nazionale, nel 2011-2012, vide i neopromossi orceani arrivare settimi raggiungendo così i playoff, dove furono eliminati al primo turno da Crema. Prima dell'anno seguente si registrano importanti cambiamenti sia tra i dirigenti dell'area sportiva che a livello di roster. Coach Martinelli venne esonerato ad ottobre dopo un avvio negativo, al suo posto arrivò Riccardo Eliantonio. Ulteriori cambiamenti ci furono a campionato in corso, con l'oriundo Maximiliano Cornejo messo fuori rosa dopo un diverbio con il tecnico e rimpiazzato dagli ingaggi di Riccardo Truccolo e Matteo Martini. Orzinuovi vinse i playoff superando rispettivamente ABC Cantù (2-0), San Bonifacio (2-0) e Crema (2-1), centrando così un'ulteriore promozione.
La stagione 2013-2014 segnò il debutto in Divisione Nazionale B. Nonostante fosse una neopromossa, la Pallacanestro Orzinuovi chiuse il proprio girone di Divisione Nazionale B 2013-2014 al primo posto, con sole quattro sconfitte in trenta giornate. I play-off tuttavia terminarono con la sconfitta per 1-2 nella serie finale contro Legnano. L'anno seguente, in un campionato che cambiò denominazione assumendo il nome di Serie B 2014-2015, andò in archivio con un quinto posto in regular season e un'uscita ai quarti di finale dei play-off. Nel 2015-2016 i biancoblù tornarono ad occupare i primi posti arrivando secondi in regular season a pari merito con la prima classificata Udine, ma il cammino ai playoff si interruppe in semifinale contro Bergamo.
Per la stagione 2016-2017, la prima con il main sponsor Agribertocchi, l'obiettivo fu la promozione in Serie A2. La squadra di coach Alessandro Crotti finì la regular season al primo posto e vinse poi i play-off con un percorso netto, centrando così il salto di categoria. L'esordio di Orzinuovi nella seconda serie nazionale si rivelò però difficile, in un'annata peraltro disputata al Palasport San Filippo di Brescia a causa della mancanza di requisiti del palazzetto di Orzinuovi: la Serie A2 2017-2018 si conclude infatti con una retrocessione immediata arrivata con due giornate d'anticipo.
Nel 2018-2019, il nuovo progetto si basò su una rosa fortemente ringiovanita, guidata in panchina dal tecnico Stefano Salieri. Dopo un inizio lento, la squadra riuscì a riconquistare l'entusiasmo dei tifosi ed anche a risalire in classifica, al punto da arrivare primi nel proprio girone della Serie B 2018-2019, per poi vincere il proprio tabellone play-off e conquistare successivamente la promozione in A2 durante le Final Four di Montecatini Terme che vedevano impegnate anche le tre vincenti degli altri tabelloni play-off.
In vista della Serie A2 2019-2020 il club ritornò dunque a disputare la seconda serie nazionale dovendo però nuovamente giocare fuori città, in questo caso al PalaGeorge di Montichiari. Quel campionato venne sospeso per via della pandemia di COVID-19 e mai più ripreso, dunque per la formazione orceana (che in quel momento occupava l'ultimo posto in classifica) non ci furono ripercussioni sportive per effetto del congelamento di promozioni e retrocessioni. La Serie A2 2020-2021, conclusa con la salvezza, fu la prima annata di A2 ad essersi disputata al PalaBertocchi, ampliato dopo mesi di lavori. L'anno seguente si rivelò invece una sorta di calvario, con ben 28 sconfitte a fronte di 30 partite della Serie A2 2022-2023 nonostante un cambio di panchina (Fabio Corbani venne sostituito da Massimo Bulleri) ed alcuni cambiamenti anche nel roster.
La discesa in terza serie coincise con una ricostruzione che vide il nuovo allenatore Marco Calvani allenare un gruppo di giocatori praticamente rinnovato in toto. Il ritorno in A2 fu immediato, visto che dopo un solo anno i lombardi riconquistarono la categoria vincendo il proprio tabellone play-off della Serie B 2022-2023 per poi chiudere la fase finale al terzo posto su quattro squadre, piazzamento che non diede la promozione diretta ma che fu successivamente prezioso per ottenere il ripescaggio per effetto della mancata iscrizione della Pallacanestro Trapani. Al ritorno in seconda serie, la squadra si classificò ultima nel girone rosso della Serie A2 2023-2024, subendo così la retrocessione diretta.
Nonostante ciò, Orzinuovi continuò comunque a disputare la seconda categoria nazionale grazie alla fusione con la Blu Basket Treviglio, società del patron Stefano Mascio. Quest'ultimo decise di lasciare la cittadina bergamasca spostando il titolo di Serie A2 verso il nuovo progetto OrziBasket, di cui divenne presidente.
Il 23 giugno 2025, dopo una sola stagione a Orzinuovi, Stefano Mascio comunica il trasferimento del titolo sportivo di Serie A2 da Orzinuovi a Bergamo, con cui il club stabilisce la sua nuova sede legale nel capoluogo orobico.
Il 30 giugno 2025 OrziBasket annuncia la fusione con la Pallacanestro Crema e la ripartenza dal campionato di Serie B nella stagione 2025/2026.